# Caroline Medon
Caroline Medon, eigentlich Caroline Wilhelmine Richter, (geboren 3. Januar 1802 in Frankfurt an der Oder, gestorben 6. Juni 1882 in Berlin) war eine deutsche Opernsängerin und Theaterschauspielerin. Sie wurde bekannt als Geliebte Arthur Schopenhauers.

## Leben
Caroline Richter kam um 1819 durch ein Engagement als Choristin an der Berliner Oper nach Berlin. Dort lernte sie vermutlich im Winter 1820 oder im Frühjahr 1821 Arthur Schopenhauer kennen, der in Berlin Vorlesungen hielt. Die an- und abflauende Beziehung zwischen den beiden dauerte etwa zehn Jahre. Der „ewige Junggeselle“ Schopenhauer misstraute jedoch ihren möglichen Motiven, was zusammen mit Sorgen über ihre Gesundheit und seiner Eifersucht auf andere Liebhaber der Sängerin der Grund war, weshalb nie eine Verlobung oder Heirat zustande kam.
Caroline Richter nahm um 1820 den Namen des Geheimsekretärs Louis Medon an, der der mutmaßliche Vater ihres ersten Kindes Johann Wilhelm Adolf Medon war, welches aber früh starb. Sie gab später an, Medons Witwe zu sein. Ihr zweiter Sohn, der spätere königliche Tänzer Carl Gustav Medon (1823–1905) wurde von Schopenhauer heftig abgelehnt, da er am 27. März 1823, zehn Monate nach Schopenhauers Abreise nach Italien, zur Welt gekommen war, von der dieser erst 1825 wieder nach Berlin zurückkehrte. Eine dritte Schwangerschaft Medons im Jahr 1826, derentwegen sie sogar ihr Engagement an der Berliner Oper beendete, führte zu einer Fehlgeburt. Als Schopenhauer 1831 vor der Cholera aus Berlin floh, lehnte sie es ab, ihm zuliebe ihren fast neunjährigen Sohn Carl zurückzulassen; dies führte zum letztlichen Bruch der Beziehung, trotz ihrer Briefe in den Folgejahren an ihn, in denen sie hervorstrich, sie sei gesund. Sie betrat schließlich wieder die Bühne, nun als Sängerin am Königsstädtischen Theater.
1858 nahm sie erneut schriftlichen Kontakt zu Schopenhauer auf, welcher sie darum in seinem im Februar 1859 aufgesetzten Testament bedachte. Er vermachte ihr die Summe von 5000 preußischen Talern, einen beträchtlichen Teil seines Vermögens, unter der Bedingung, dass sein Erbe ausdrücklich nicht an Carl oder sonstige Erben Medons fallen solle.
Sie gilt auch als Urheberin eines handgestickten „Rosenteppichs“, den Schopenhauers Nachlassverwalter lange für ein Geschenk von Schopenhauers Schwester hielten.
Die verstorbene Witwe Caroline Medon wurde am 9. Juni 1882  auf dem Evangelischen Sophien-Friedhof II in Berlin beigesetzt.